# Рудово (Плоцький повіт)
Рудово (пол. Rudowo) — село в Польщі, у гміні Бельськ Плоцького повіту Мазовецького воєводства.
Населення — 201 особа (2011).
У 1975—1998 роках село належало до Плоцького воєводства.

## Демографія
Демографічна структура станом на 31 березня 2011 року:
|          | Загалом | Допрацездатний вік | Працездатний вік | Постпрацездатний вік |
| -------- | ------- | ------------------ | ---------------- | -------------------- |
| Чоловіки | 107     | 21                 | 77               | 9                    |
| Жінки    | 94      | 19                 | 54               | 21                   |
| Разом    | 201     | 40                 | 131              | 30                   |